# Optiarc
Optiarc — це бренд оптичних дисководів і твердотілих накопичувачів. Він належить американській компанії Vinpower Digital, Inc.
Спочатку Optiarc було створено 3 квітня 2006 року як спільне підприємство між Sony (55% акцій) і NEC (45% акцій). Компанія, названа Sony NEC Optiarc, зосередилася на виробництві оптичних дисководів в основному для OEM ринків настільних комп'ютерів і ноутбуків.
11 вересня 2008 року було оголошено, що Sony придбає 45% акцій NEC, що зробить Optiarc дочірньою компанією, що повністю належить Sony, яка буде називатися Sony Optiarc. Придбання набуло чинності 5 грудня 2008 року
У березні 2013 року Sony закрила свій підрозділ оптичних дисків Optiarc , звільнивши близько 400 співробітників по всьому світу.
У 2017 році американська компанія Vinpower Digital, основним бізнесом якої є виробництво оптичних дисків та інших медіа-дуплікаторів для комерційного ринку, придбала права на бренд і лінійку продуктів Optiarc. Бренд PioData також належить Vinpower Digital.

## Продукція і схема найменування
Продукти були як DVD+/-R(W), так і BD-ROM. Крім іншого, Sony Optiarc постачала дисководи Blu-ray для Sony PlayStation 3. Схема іменування приводів така: DDU означає DVD-ROM, AD означає DVD-RW, BR — BD-ROM і BC — BD Combo. Комбінований диск — це диск, який підтримує лише новіший формат для читання, а попередній — для запису. Наступні три цифри вказують на покоління, дизайн (5,25" або тонкий) і клас швидкості. Цифра після цього варіант обладнання та додана буква інтерфейса. AD-7243S — це 5,25-дюймовий дисковод DVD-RW зі швидкістю 24x під час запису на заготовки DVD-R і DVD+R. Він також підтримує Labelflash. Для Lightscribe «1» буде на четвертій позиції. «S» вказує на SATA. «А» означає PATA. Однак останні накопичувачі Optiarc більше не були доступні з цим застарілим інтерфейсом. 

### Подібні спільні підприємства
- Hitachi-LG Data Storage
- Toshiba Samsung Storage Technology Corporation